# Carl Adolph Benecke
Carl Adolph Benecke (* 30. November 1804 in Nienhagen; † 27. Oktober 1851 in Sondershausen) war ein deutscher Politiker und Mitglied des Landtags des Fürstentums Schwarzburg-Sondershausen.
Carl Adolph Benecke war der Sohn des Predigers Wilhelm Benecke. Carl Adolph Benecke, der evangelisch-lutherischen Glaubens war, heiratete Ernestine geborene Pfaitz, deren Familie angeblich aus Hamburg stammte.
Carl Adolph Benecke war Hofapotheker in Sondershausen. Dort war er auch Agent der Deutschen Lebensversicherungsanstalt in Lübeck (ab 1851).
Von 1850 bis 1851 war er Mitglied des Sondershäuser Gemeinderats. Vom 27. bis 28. März 1848 war er als Nachrücker für Ernst Wilhelm Gottfried Hallensleben Mitglied des Schwarzburg-Sondershäuser Landtags (gewählt im Wahlkreis 7, Handelsstand für die Unterherrschaft).